# Свято-Духовская церковь (Озёры)
Свято-Духовская церковь (бел. Свята-Духаўская царква), или храм Святого Духа, — православный храм в честь Святого Духа в агрогородке Озёры Гродненского района.

## История
Построена в центре Озёр в 1866 году из бутового камня на деньги графа М. Валицкого. Ранее на этом месте стояла деревянная церковь XVIII века.

## Архитектура
Памятник архитектуры синодального направления русско-византийского стиля. Продольно-осевая композиция храма состоит из колокольни, узкой и невысокой трапезной, кубовидного молитвенного зала и прямоугольной апсиды. Трехъярусная восьмигранная звонница перекрыта шатром с маком, 4-скатная крыша основного объема завершена луковицеобразной главой на 8-гранном барабане. Центральные и боковые прямоугольные входные проемы оформлены порталами с треугольными фронтонами. На фоне разноцветной бутовой кладки боковых фасадов выделяются оштукатуренные и побеленные детали архитектурного декора: рустичные лопатки, профилированные карнизы на зубцах, аркатурные фризы, килевидные наличники арочных окон. В декоре звонницы использованы кокошники, круглые розетки с крестами, аркатурный фриз из висячих камней.

## Интерьер
Плоский потолок молитвенного зала поддерживается четырьмя массивными пилонами, стены испещрены прямоугольными нишами. Внутри апсиды находится трехъярусный иконостас в ново-русском стиле, обрамленный апсидами в стиле неоклассицизма.